# Малая базилика

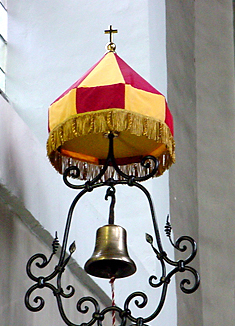
Символы базилики: тинтиннабулум и умбракулум

Намёт герба малой базилики

Малая базилика (лат. Basilica minor) — титул в католицизме для особых храмов (базилик). Титул присваивается папой римским, либо Конгрегацией богослужения и дисциплины таинств, которой папа делегирует соответствующие полномочия.
По данным на 25 января 2019 года 1919 храмов во всём мире, прежде всего исторически значимые и паломнические, носят титул «малой базилики». Из них 589 находится в Италии. Единственная малая базилика в России — базилика Святой Екатерины в Санкт-Петербурге. На Украине почётный статус носят пять храмов — базилика Успения во Львове, базилика Воздвижения Всечестного Креста в Черновцах, церковь Святого Апостола Петра  в Одессе, греко-католический собор Зарваницкой Богоматери в Зарванице и Марьинский костёл монастыря Босых кармелитов в Бердичеве. В Беларуси почётный статус присвоен четырём храмам: церкви Вознесения Девы Марии в Будславе, собору Святого Франциска Ксаверия в Гродно и собору Вознесения Девы Марии в Пинске и церкви Рождества Богородицы в Браславе.
Титул «Малая базилика» имеет ряд привилегий, по сравнению с рядовыми храмами: в ней, при определённых условиях, может быть дарована полная индульгенция, служащие в малой базилике священники имеют право на особое облачение, в богослужениях и процессиях используется тинтиннабулум, а в интерьере традиционно устанавливается архаичный вариант знамени храма в виде полосатого красно-жёлтого конического навеса — «зонтик» (лат. umbraculum). Он же изображается на намёте герба базилики.
Современное положение малой базилики регулируется декретом «О звании малой базилики» (лат. De Titulo Basilicae minoris), изданном 9 ноября 1989 года.